# Демел, Боти
Демел Боти Гоа Тирольен Орфее (фр. Boti Goa Tyrolien Orphée Demel; 3 марта 1989, Дабу, Кот-д’Ивуар) — ивуарийский футболист, нападающий.
В период с 2009 по 2012 года выступал в чемпионате Армении за «Мику» с годичным перерывом, в который уместилась карьера в норвежском «Русенборге». Последние годы поочерёдно играл в Грузии и Казахстане.

## Клубная карьера
Демел Боти начал свою карьеру в молодёжном клубе «Омниспорт Омнесс Дабу». Летом 2007 года переехал в Бенфику, но выступал за резервную команду. После успешного сезона в Бенфика B (25 матче, 16 голов), был отдан в аренду «Жироне».
После возвращения из аренды Демел подписал контракт с клубом армянской Премьер-Лиги «Микой» из Еревана. В первом же сезоне за клуб забил 14 мячей, показатель который стал вторым списке лучших бомбардиров. На один мяч Демела опередил Артур Кочарян. По истечении сезона продлил соглашение с клубом на год.
28 февраля 2011 года перешёл «Русенборг». С клубом из Тронхейма, заключил контракт на 4 года. Но, затем получив тяжёлую травму выбыл из строя на 8 месяцев, оставшись без игровой практики.
В начале февраля 2012 года в армянских СМИ появилась информация о переговорах «Мики» и «Русенборга» о возвращении Демела в Ереван на предполагаемый период от 6 месяцев до 1 года. Спустя месяц стороны пришли к соглашению. Расторгнув контракт с «Русенборгом», Демел подписал контракт с «Микой» сроком на 1 год. Не полностью восстановившись после тяжёлой травмы Демел повторно пройдёт медобследование в Ереване он вновь пройдет медобследование. В случае положительных результатов, личный договор с клубом вступит в силу. Летом, по обоюдному согласию сторон, контракт был расторгнут, а Боти перешёл в грузинский клуб «Зестафони». Но в 2013 году вновь вернулся в Армению и стал выступать за «Ширак» из Гюмри.
В апреле 2014 года подписал контракт с казахстанским клубом «Жетысу» из Талдыкоргана. За сезон Демел сыграл 16 игр и забил три гола. И уехал в Грузию, где в 2015 году провёл всего пять матчей за «Гурию» из Ланчхути. В январе 2016 года вернулся в «Жетысу».

## Достижения
«Мика»
- Серебряный призёр чемпионата Армении: 2009

## Статистика выступлений
Данные на 11 июля 2012 года
| Клуб             | Сезон            | Чемпионат | Чемпионат | Кубки | Кубки | Еврокубки | Еврокубки | Всего | Всего |
| Клуб             | Сезон            | Матчи     | Голы      | Матчи | Голы  | Матчи     | Голы      | Матчи | Голы  |
| ---------------- | ---------------- | --------- | --------- | ----- | ----- | --------- | --------- | ----- | ----- |
| Мика             | 2008             | 1         | 0         | 0     | 0     | 0         | 0         | 1     | 0     |
| Мика             | 2009             | 24        | 14        | 4     | 0     | 2         | 0         | 30    | 14    |
| Мика             | 2010             | 19        | 8         | 2     | 1     | 2         | 0         | 23    | 9     |
| Всего            | Всего            | 43        | 22        | 6     | 1     | 4         | 0         | 53    | 23    |
| Русенборг        | 2011             | 2         | 0         | 2     | 0     | 0         | 0         | 4     | 0     |
| Всего            | Всего            | 2         | 0         | 2     | 0     | 0         | 0         | 4     | 0     |
| Мика             | 2012/13          | 8         | 3         | 0     | 0     | 0         | 0         | 8     | 3     |
| Всего            | Всего            | 8         | 3         | 0     | 0     | 0         | 0         | 8     | 3     |
| Всего за карьеру | Всего за карьеру | 54        | 25        | 8     | 1     | 4         | 0         | 66    | 26    |